# Bistum Autlán
Das Bistum Autlán (lat.: Dioecesis Rivoriensis, span.: Diócesis de Autlán) ist eine im Bundesstaat Jalisco in Mexiko gelegene römisch-katholische Diözese mit Sitz in der gut 50.000 Einwohner zählenden Stadt Autlán de Navarro.

## Geschichte
Das Bistum Autlán wurde am 28. Januar 1961 durch Papst Johannes XXIII. aus Gebietsabtretungen des Erzbistums Guadalajara und des Bistums Colima errichtet. Es wurde dem Erzbistum Guadalajara als Suffraganbistum unterstellt.

## Bischöfe von Autlán
- 1961–1967: Miguel González Ibarra, dann Bischof von Ciudad Obregón
- 1967–1968: Everardo López Alcocer
- 1969–1990: José Maclovio Vásquez Silos
- 1991–2003: Lázaro Pérez Jiménez, dann Bischof von Celaya
- 2004–2015: Gonzalo Galván Castillo
- 2015–2024: Rafael Sandoval Sandoval MNM
- seit 2024: Eduardo Muñoz Ochoa

## Weblinks

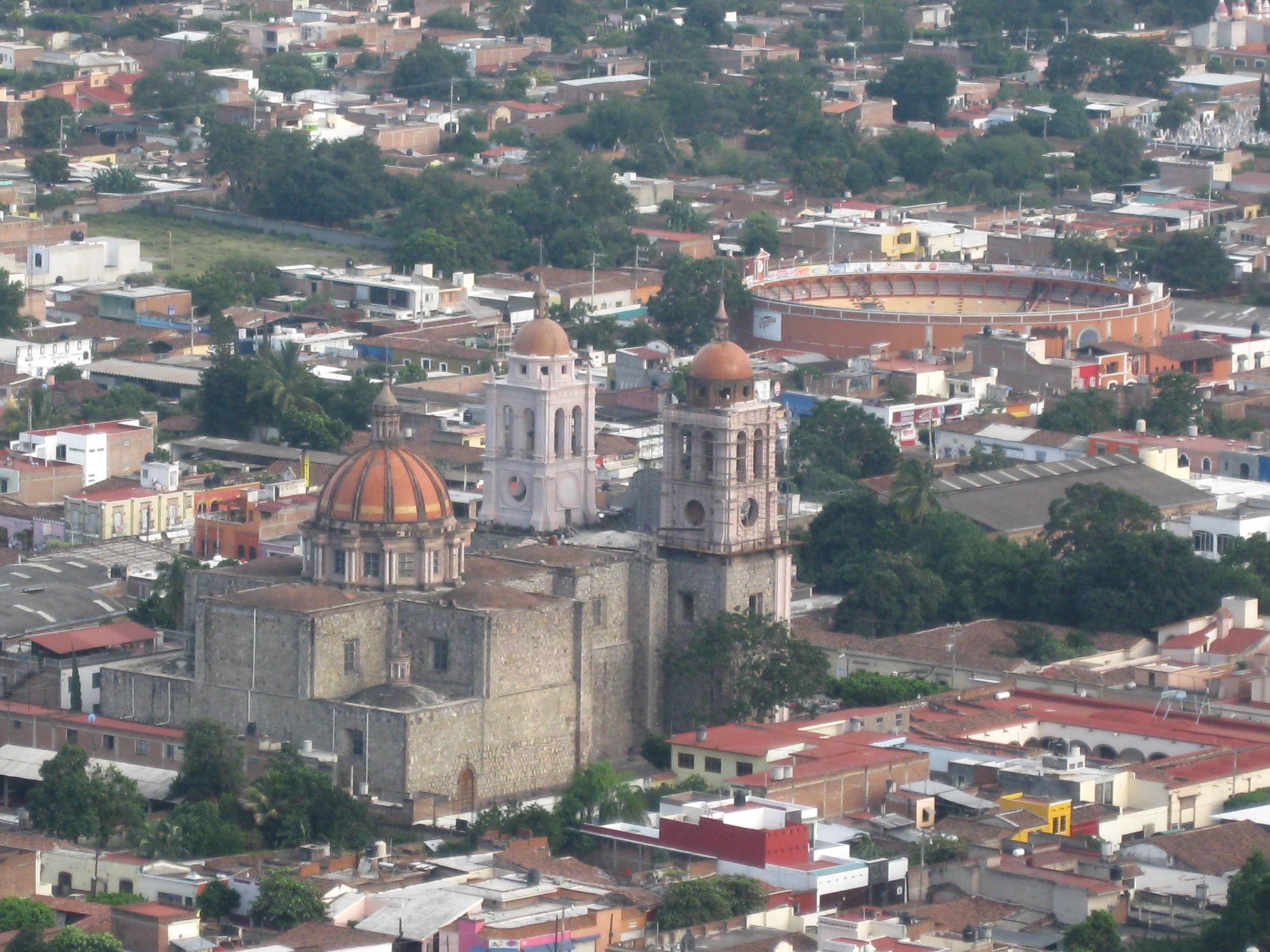
Kathedrale von Autlán